# Ривань
Ривань (хорв. Rivanj) — остров Задарского архипелага Адриатического моря, в составе Хорватии.

## География
Его площадь составляет 4,4 км² (длина 3,4 км, ширина до 1,4 км), длина береговой линии 10,346 км. Высшая точка — Лукочина (112 м).
Это небольшой остров, покрытый подлеском. Ниже села, на юго-западном побережье, находится небольшой порт, который тянется вдоль побережья. Расположен между соседними островами Углян и Сеструнь. На северной стороне есть бухта Dubrinka Lokvina с прекрасными пляжами. Любимое место отдыха для спортивной рыбалки, ибо окружающие воды богаты рыбой. Население — 22 человека (2001). Ближайший город — Задар, с которым остров связан паромной линией.

## История
Нынешнее поселение было основано в начале XVI века, по преданию, переселенцами с острова Углян. Большая часть населения эмигрировала в конце XIX века и в начале XX века в США, а после Второй мировой войны почти все жители острова постоянно проживают в Задаре. Население острова носило только две фамилии — Radulić и Fatović. 18 августа отмечается праздник святой Елены, которой посвящена небольшая часовня на вершине холма, откуда открывается прекрасный вид на Задар.
В конце июля 2007 на острове произошел большой пожар, в котором сгорела по оценкам, треть острова.